# 御神酒徳利
御神酒徳利（おみきどっくり、おみきどくり）は古典落語の演目。元は上方落語。別名に占い八百屋（うらないやおや）。現在に知られているものは、六代目三遊亭圓生が大阪から来た五代目金原亭馬生に習ったものであり、当初はサゲはなかった。また、別口で三代目柳屋小さんも上方から「占い八百屋」の題で移入しており、こちらは大阪にたどり着く前に噺が終わってしまう。
六代目圓生は昭和48年（1973年）の宮中の「春秋の間」でこの噺を御前口演した。

## あらすじ
日本橋馬喰町の刈豆屋という旅籠には先祖が徳川家より拝領したという御神酒徳利を家宝として大事にしていた。
ある年の師走の十三日、年に一度の大掃除のこと。通い番頭の善六は家宝の徳利が無造作に出されていることを見つけ、盗られては大変だと台所の水瓶の中に隠す。やがて徳利がなくなっていることを主人が知り、店は大騒ぎになるが、善六は自分が隠したことをすっかり忘れてしまっていた。家に戻ったところで思い出すが今さら名乗り出にくい。妻に相談すると、妻の父は易者であったことから嘘の占いで見つけたことにすればいいと助言する。善六は刈豆屋に戻ると、生涯に三度だけできるという触れ込みで、そろばんを使った占いで徳利を見つけ出すと主人に言う。善六が適当にそろばんを弾きながら徳利は台所の水瓶の中にあると宣言すると、その通りに徳利が見つかったために主人は大喜びする。
この日、刈豆屋には大坂の大商人である鴻池善右衛門の支配人が泊まっていた。鴻池の主の娘は原因不明の病で床に臥せっており、どんな名医に診せても原因がわからず、神仏や占いを頼ろうとしていた。善六の占いの話を聞いた支配人は善六に三十両の大金を提示し、一緒に大坂に来て欲しいと頼む。善六は断ろうとするが結局支配人と大坂に向かうことになる。
道中、神奈川宿の新羽屋（にっぱや）という鴻池の定宿に泊まったところ宿の中が慌ただしい。理由を尋ねると、数日前に泊まった薩摩武士が持っていた金七十五両と幕府への密書が入った巾着が盗まれる事件が起き、店の使用人が疑われ、主人の源兵衛は奉行所でお取り調べを受けているという。支配人が善六をすばらしい占い師として紹介したために善六は巾着のありかを占わなければならなくなる。困った善六は静かに占いたいので一人にしてくれと離れに籠もり、機を見て逃げ出そうとするが、そこに宿の女中が忍んで来る。彼女は病気の親に仕送りするために魔が差して巾着を盗んでしまったのだが、善六の占いの才能を聞いて観念したのだった。善六は巾着の隠し場所を聞き出すと、占いによって隠し場所がわかった、巾着は壊れたまま放置されている裏庭の稲荷の社に隠されていると店の者に告げる。その言葉通りに巾着が見つかり、新羽屋は善六に三十両の礼金を支払う。善六は出立の際にこっそり女中を呼ぶと、親孝行に使いなさいと五両を渡す。
大坂・鴻池に到着すると、支配人は刈豆屋のみならず新羽屋のことも主人や店の者に話したため、善六に期待が集まる。困った善六は時間を稼ぐために断食と水垢離を始める。すると満願の夜の夢枕に新羽屋の稲荷が現れ、お前の占いのおかげで社が再建され、再び崇め奉られて正一位にまで出世したと感謝し、屋敷の下に埋められている観音像を掘り出して崇めれば娘の病気は治ると告げる。翌日、善六が占いの結果としてそのことを告げるとその通り観音像がみつかり、娘の病もすぐに癒える。鴻池の主人は善六に感謝して莫大な礼金を払い、これを元手に善六は喰町に立派な旅籠を開いた。「生活はもちろんケタ違いになるわけで。そろばん占いでございますから」。

### サゲのバリエーション
上記のサゲは六代目三遊亭圓生によるものである。圓生と同じく五代目馬生から教わった三代目桂三木助は、最後、善六が女房と会話し、彼女が「これも新羽屋稲荷大明神のお陰だね」と言ったことに対して、「なあに、かかあ大明神のお陰だ」と返すものであった。

## 占い八百屋
占い八百屋（占い八百屋）は古典落語の演目。三代目小さん経由で江戸落語に移されたものであり、御神酒徳利とほぼ噺の筋は同じだが、主人公が八百屋であること、小田原宿（神奈川宿）で終わりとなっている。

### あらすじ
とある八百屋がある商家の御用聞きのため台所の勝手口を訪れると、その店の女中に邪険に扱われた。腹が立つ中で台所をひょいっと眺めると、店の家宝という御神酒徳利が無造作に置かれている。店の者がいないため、八百屋は腹いせにこの徳利を水瓶の中に隠してしまう。その後、店では家宝の徳利が無くなったと大騒ぎのところを、何食わぬ顔で八百屋が訪れる。そろばん占いと称して、そろばんを適当に弾き、水瓶の中にあると宣言する。徳利が見つかると主人は喜び、八百屋を「そろばん占いで紛失物を探し出す先生」と持ち上げる。
この後、御神酒徳利と同様に偶然居合わせた鴻池の支配人に頼まれしぶしぶ大阪に向かうこととなる。道中、小田原宿で泊まった際、宿の者に捜し物を頼まれ、切羽詰まり夜逃げする。
最後に「今度は先生が紛失いたしました」とオチる。